# 天女木兰
天女木兰（学名：Magnolia sieboldii），为木兰科木兰属下的一个植物种，在朝鮮被稱做「木蘭(목란/)」，亦為朝鮮民主主義人民共和國的國花。